# Ozero Amberdlich
Ozero Amberdlich är en sjö i Armenien.   Den ligger i provinsen Aragatsotn, i den västra delen av landet, 50 kilometer nordväst om huvudstaden Jerevan. Ozero Amberdlich ligger 3 113 meter över havet.
Trakten runt Ozero Amberdlich består i huvudsak av gräsmarker. Runt Ozero Amberdlich är det ganska tätbefolkat, med 60 invånare per kvadratkilometer.